# الزيجرة
الزيجرة؛ هي آلة خشبية تصنع لرفع المياه من الآبار لري المزروعات، وتسمى أيضًا بالزاجرة أو الجازرة، وتنتشر صناعتها في معظم محافظات عُمان.

## مكوناتها
تتكون الزيجرة من:
- حامل خشبي أو مبني من الطين أو الحجارة المثبتة بالصاروج.
- عجلة تسمى المنجور تدور حول محور خشبي مثبت على الحامل.
- حبل طويل يسمى الكر، يدور حول المنجور.
- دلو جلدي مربوط بأحد طرفي الكر.
- والطرف الآخر منه يربط بالحيوان المستخدم في الجر وعادة ما يكون إما ثور أو حمار أو جمل.[2]

## كيفية استعمالها
تستعمل آلة الزيجرة على النحو الآتي:
- يبدآ عمل الزيجرة بسحب الحيوان لحبل الكر.
- تدور العجلة وتعمل كالبكرة التي بدورها ترفع الدلو مملوءًا بالماء.
- يفرغ الدلو في حوض خارجي مخصص للري.
- ينزل الدلو مجددًا إلي البئر عند عودة الحيوان.[2]

## الزيجرة في الفنون الموسيقية العُمانية
تُعد الزيجرة أحد فنون الموسيقى العُمانية إضافة إلى استخدامها في استخراج مياه الري من الآبار؛ إذ تقام المسابقات بين الآبار التي تصدر أفضل الأصوات، ويعمل المتنافسون على تحسين صوت المنجور عن طريق ضبط عجلة المنجور والمحور التي تدور حوله ليصدر الصوت الذي يسمى بصياح المنجور. ويشتهر هذا الفن خاصة بولايات الباطنة ويعرف هذا الفن بفن الزمط.

## وصلات خارجية
- الزاجرة
- الزاجرة" وسيلة ري تقليدية تراثية في سلطنة عمان
- فن الزاجرة (الزمط)